# میرین
میرین در شاهنامه نام دلاوری رومی از نژاد سلم است که قیصر روم برای پذیرش خواستگاری او از دخترش، وی را به کشتن گرگ بیشه فاسقون واداشت. میرین به رهنمونی و رهنمایی هیشوی، فرخزاد را به یاری خویش خواند. (فرخزاد نامی است که گشتاسپ در روم بر خود نهاده بود). گشتاسپ با شمشیر سلم که نزد میرین بود، گرگ را کشت و میرین را به خواسته اش رساند. او در نبرد با الیاس نیز، دلاوری بسیار نمود.
فردوسی در بیت زیر، از میرین، چنین  یاد کرده‌است:
| یکی رومی بود میرین به نام |  | فرستاد نزدیک قیصر پیام |